# Ютербог
Ютербог (нім. Jüterbog) — місто в Німеччині, розташоване в землі Бранденбург. Входить до складу району Тельтов-Флемінг.
Площа — 175,68 км2. Населення становить 12 423 ос. (станом на 31 грудня 2020 року).

## Демографія
- Динаміка населення з 1875 року в сучасних кордонах (Синя лінія: населення; Пунктир: відносна порівняльна динаміка населення землі Бранденбург; Сірий фон: період Третього рейху; Помаранчевий фон: період НДР)
- Динаміка населення (синя лінія) і прогнози

| Рік  | Населення |
| ---- | --------- |
| 1875 | 11 989    |
| 1890 | 12 955    |
| 1910 | 14 104    |
| 1925 | 16 694    |
| 1939 | 20 538    |
| 1950 | 20 923    |
| 1964 | 17 855    |

| Рік  | Населення |
| ---- | --------- |
| 1971 | 17 389    |
| 1981 | 15 880    |
| 1985 | 15 483    |
| 1990 | 15 065    |
| 1995 | 14 139    |
| 2000 | 13 875    |
| 2005 | 13 141    |

| Рік  | Населення |
| ---- | --------- |
| 2010 | 12 668    |
| 2015 | 12 314    |
| 2016 | 12 308    |
| 2017 | 12 393    |
| 2018 | 12 311    |
| 2019 | 12 372    |
| 2020 | 12 423    |

Джерела даних вказані на Wikimedia Commons.

## Галерея

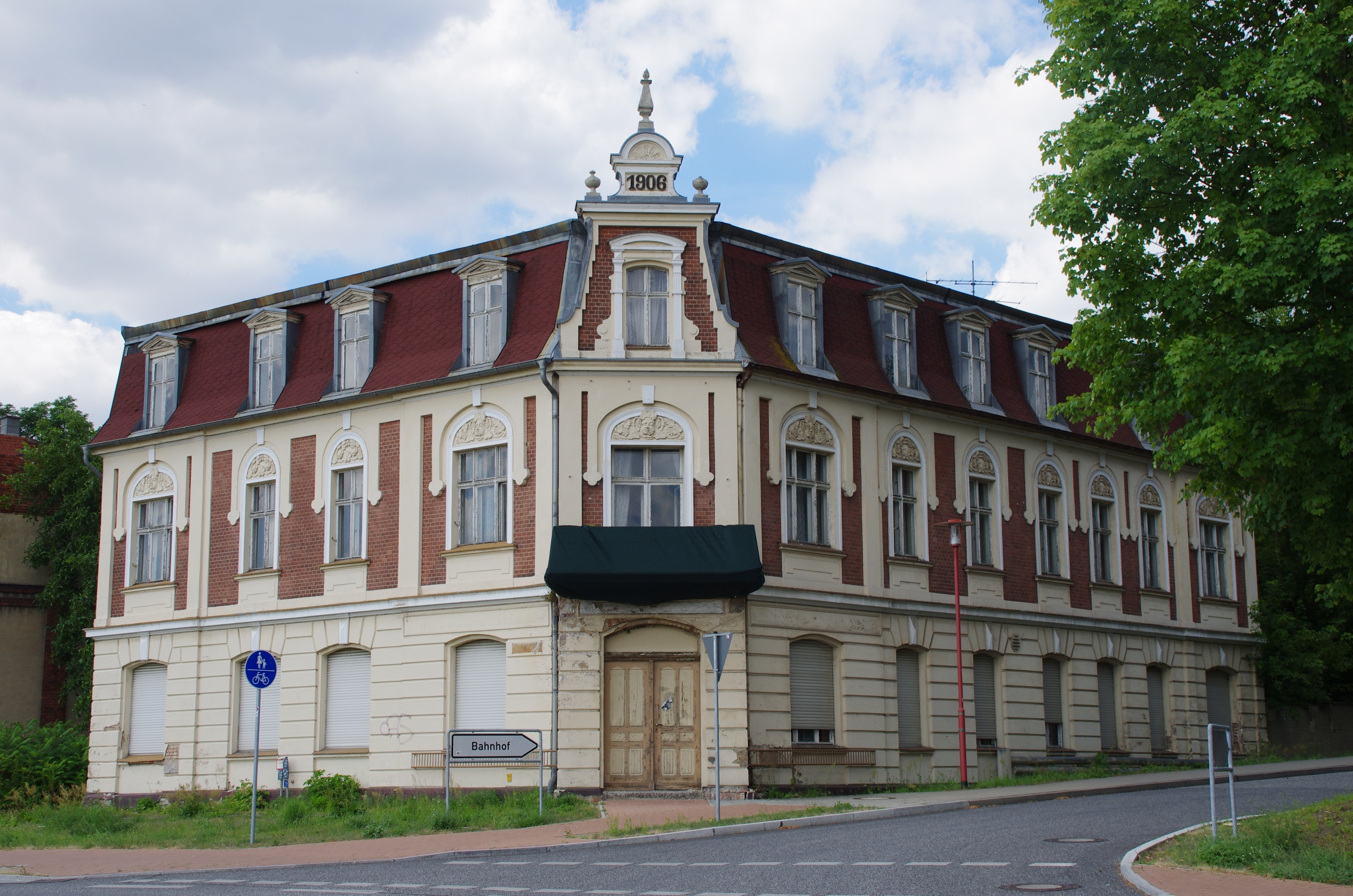
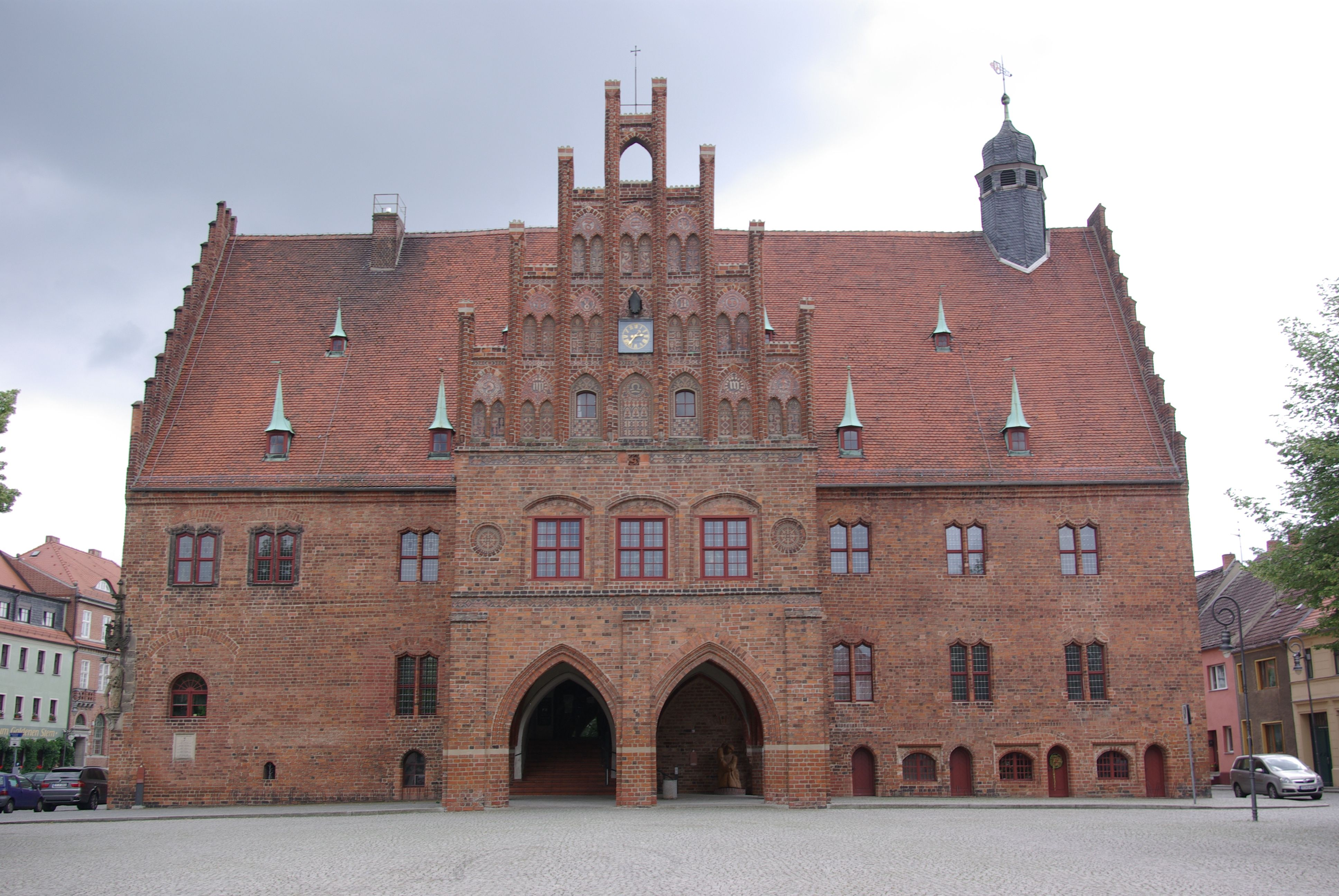
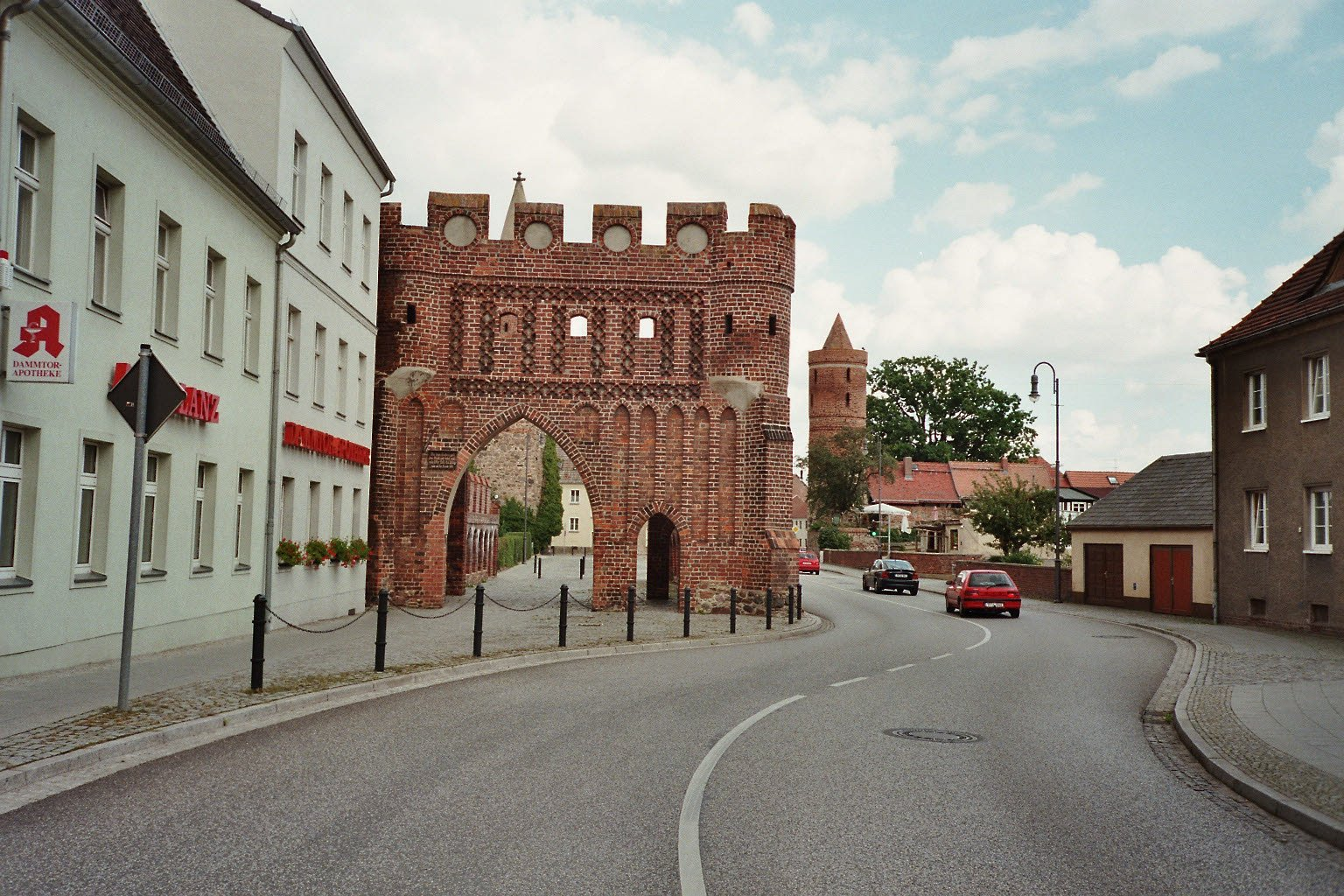
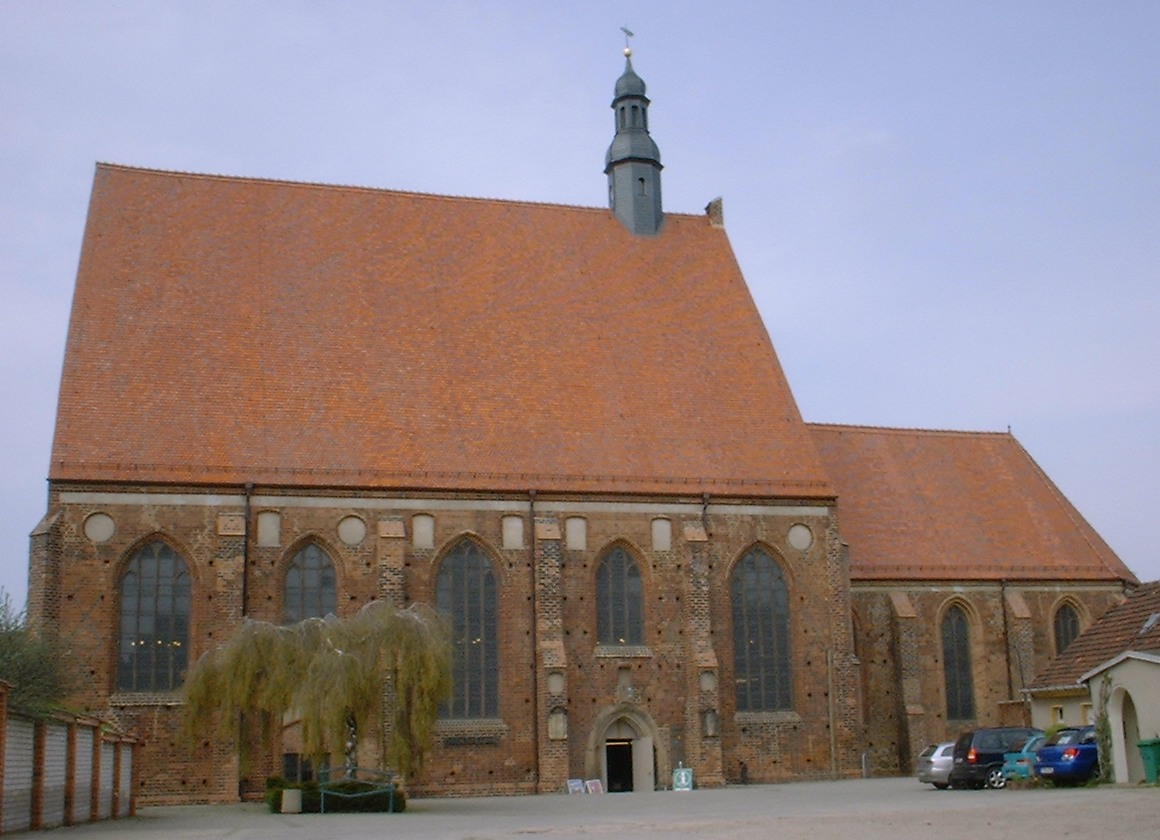
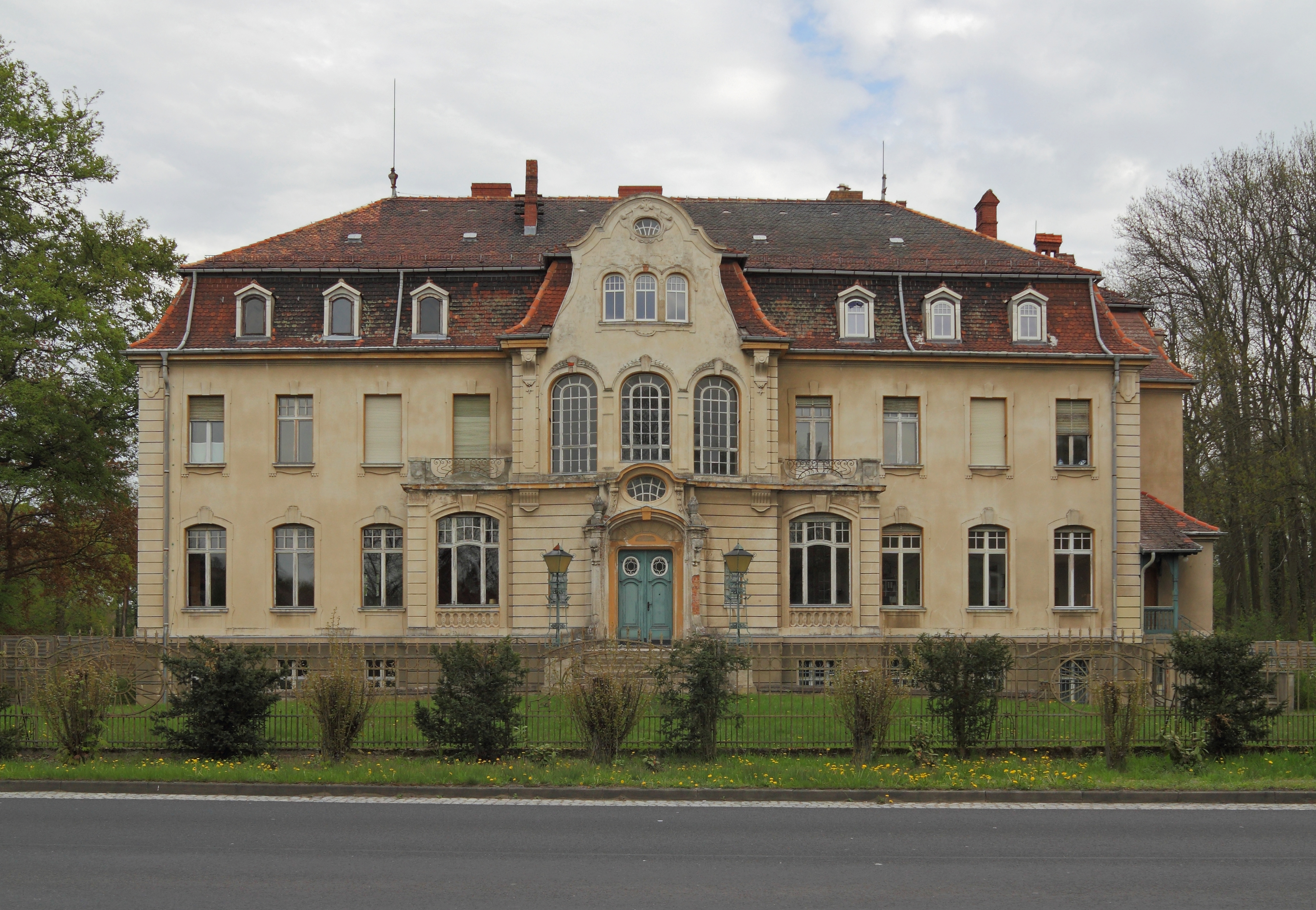
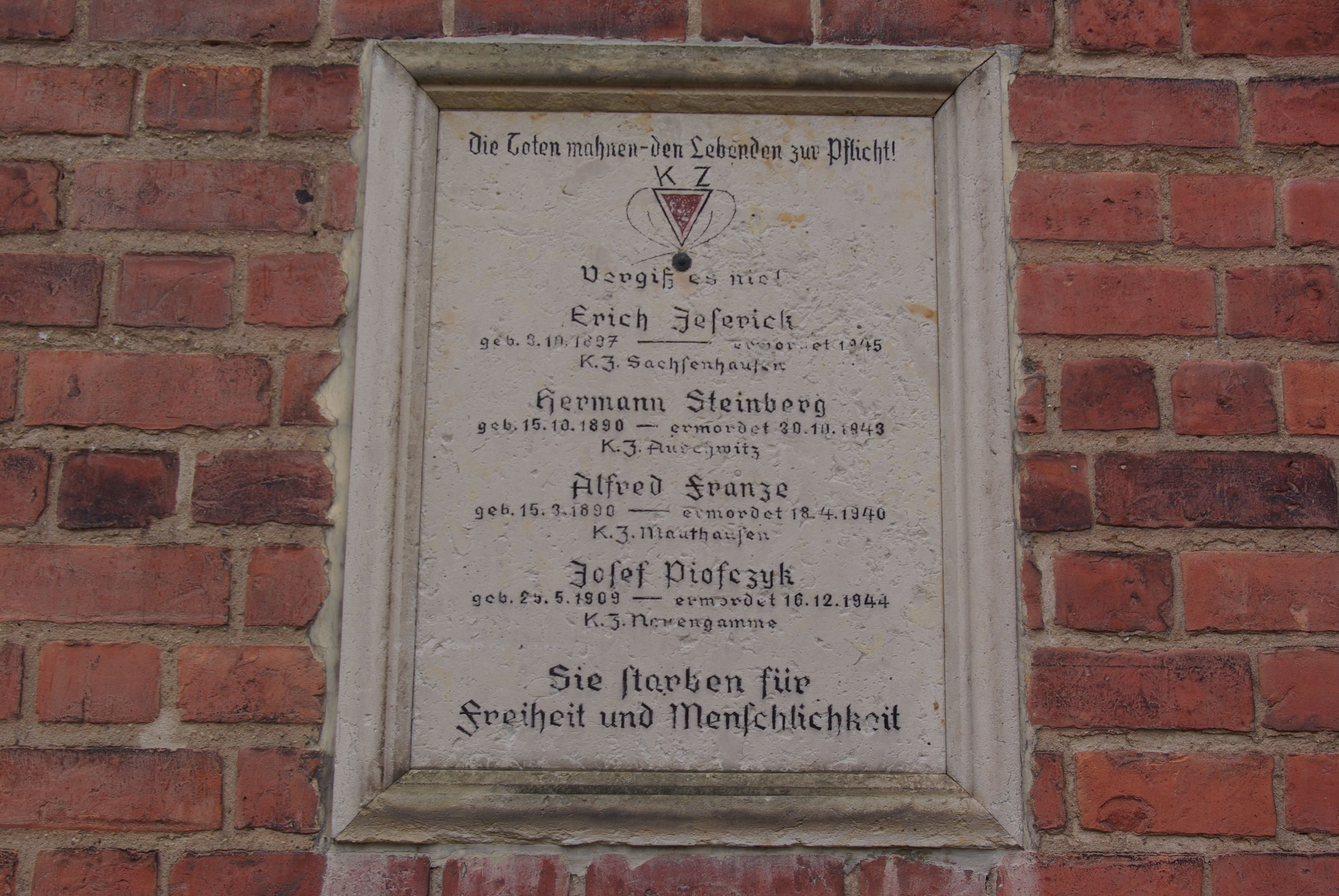